# Capstone Software
Capstone Software è stato un produttore di videogiochi con sede a Miami, Florida. È stata fondata nel 1984 come filiale della IntraCorp, e come quest'ultima è stata chiusa nel 1996 per bancarotta. Capstone era specializzata nella realizzazione di sparatutto in prima persona e di titoli su licenza di terze parti.

## Videogiochi sviluppati
- The Cardinal of the Kremlin
- Casino Tournament of Champions
- Corridor 8: Galactic Wars (prototipo mai terminato)
- Corridor 7: Alien Invasion
- Discoveries of the Deep
- Exotic Car Showroom
- Grandmaster Chess
- Miami Vice
- Operation Body Count
- Trump Castle
- Trump Castle 3
- William Shatner's TekWar
- Witchaven II: Blood Vengeance
- Witchaven:Dare to Enter
- Zorro

## Videogiochi pubblicati
- An American Tail: Fievel Goes West
- Anyone for Cards?
- The Beverly Hillbillies
- The Big Deal (raccolta)
- Bill & Ted's Excellent Adventure
- Bridge Master
- Chronomaster
- The Dark Half
- Discoveries of the Deep
- Eternam
- Grandmaster Chess
- Home Alone
- Home Alone 2: Lost in New York
- Homey D. Clown
- L.A. Law
- Miami Vice
- Monte Carlo Baccarat
- Operation Body Count
- Search for the Titanic
- Surf Ninjas
- The Taking of Beverly Hills
- Terminator 2: Judgment Day - Chess Wars
- Trump Castle
- Trump Castle 2
- Trump Castle 3
- Trolls (DOS)
- Wayne's World
- William Shatner's TekWar
- Zorro